# Francisco Blake Mora
José Francisco Blake Mora (ur. 22 maja 1966, zm. 11 listopada 2011) – meksykański prawnik, polityk Partii Akcji Narodowej, minister spraw wewnętrznych w rządzie Felipe Calderóna. Zginął 11 listopada 2011 roku w katastrofie śmigłowca w miejscowości Xochipoetec.